# Kärrhagen och Byrsta kvarn
Kärrhagen och Byrsta kvarn är en av SCB avgränsad och namnsatt småort i Botkyrka kommun tidigare benämnd Brink (norra delen). Den består av bebyggelse i byarna Kärrhagen och Byrsta i Grödinge socken vid länsväg 225. Norr om byarna ligger Rosenhill och söder om byn Brink.